# Babylon Sulci
I Babylon Sulci sono una struttura geologica della superficie di Ganimede.